# José Pedro Montero
José Pedro Montero Candia (Asunción, 1º agosto 1878 – 7 giugno 1927) è stato un politico liberale paraguaiano.
Fu presidente del Paraguay dal 5 giugno 1919 al 15 agosto 1920.
Laureato in Medicina a Buenos Aires (1904), Montero tornò ad Asunción e lavorò come decano e professore della Facoltà di Medicina e direttore del Policlinico e della Maternità. Entrò in politica nel 1910, quando fu eletto deputato. Membro del comitato rivoluzionario di Pilar (1912), dopo la vittoria liberale fu ministro dell'Interno sotto Eduardo Schaerer (1912-1916). Vicepresidente con Manuel Franco, dopo la morte del presidente assunse la presidenza fino alla fine del mandato (1919-1920).